# Saïdou Kane
Pour les articles homonymes, voir Kane.
Le professeur Saïdou Kane (né le 21 octobre 1947 à Tékane, en Mauritanie ; mort le 28 septembre 2006 à Dakar, au Sénégal) était un socio-anthropologue, militant associatif et leader politique mauritanien. Issu de la communauté halpulaaren, il se démarquait par son engagement en faveur de la diversité culturelle et son parcours pluridisciplinaire. Son œuvre comprend des études de l’anthropologie historique et de généalogie toucouleure et s’étend jusqu’à des analyses au niveau de la politique internationale.

## Biographie
Saïdou Kane effectue ses études secondaires au lycée Faidherbe de Saint–Louis (Sénégal), entame une formation à Moscou et suit des études universitaires à Dakar, à Bruxelles et à Paris. Après la soutenance d’un mémoire sur le Sahara occidental en 1977, il regagne la Mauritanie pour devenir chercheur à l’Institut mauritanien de Recherche scientifique (IMRS). 
Fondateur de l’Union Démocratique Mauritanienne (UDM) et, durant le régime du Président Maaouiya Ould Sid'Ahmed Taya, il est prisonnier politique à Oualata, il servira comme Vice-président et Porte-parole des Forces de Libération Africaines de Mauritanie (ex-FLAM) entre 1995 et 2000, année de sa démission des FLAM.
Exilé en Europe, il enseigne à l’Université libre de Bruxelles et dans des institutions en Suisse, en France et aux Pays-Bas, et obtient le titre de professeur agrégé.
En 1997, Saïdou Kane fonde le Réseau eurafricain des Droits de l’Homme, du Développement intégré et des Relations interculturelles (YAAKAARE) avec Jean Ziegler, professeur de sociologie et homme politique socialiste de nationalité suisse. En 2001, Saïdou Kane initie le Forum de la Diaspora pour une Mauritanie Unie et Prospère/ Coalition pour le changement (FDMUP/CC). La liste de diffusion du Forum Diaspora deviendra pendant quelques années la principale source d’informations sur la Mauritanie, avant l’établissement du site francophone CRIDEM.
Président du mouvement Conscience et Résistance (CR) et l’Alliance Patriotique (AP), Saïdou Kane revient en Mauritanie fin 2005 pour contribuer à la politique du pays après le renversement du Président Ould Taya. 
Il rend l’âme à la suite d'un accident de voiture entre Nouakchott et Tékane, sa ville natale.

## Journées d’hommage
Depuis la disparition de Saïdou Kane, plusieurs journées de commémoration ont été organisées par ses proches, ses tenants et ses étudiants. Les dernières journées ont eu lieu à Paris, le 3 octobre 2009, à Bruxelles, le 30 octobre 2010, et à Thiangaye (Sénégal) le 21 septembre 2018. 

## Fondation Saïdou Kane
Le 10 avril 2010 s'est tenu l’Assemblée générale constitutive de la « Fondation Saïdou Kane ». Celle-ci a pour objectif de conserver tous les documents et témoignages du Prof. Saïdou Kane afin de perpétueter son idéal d’une véritable unité du peuple mauritanien, dans toute sa diversité. Le Prof. émérite en sociologie Cheikh Saad Bouh Kamara assure la présidence de la Fondation Saïdou Kane.